# Ratabulus
Ratabulus – rodzaj ryb skorpenokształtnych z rodziny płaskogłowowatych. 

## Klasyfikacja
Gatunki zaliczane do tego rodzaju:
- Ratabulus diversidens
- Ratabulus fulviguttatus
- Ratabulus megacephalus
- Ratabulus ventralis